# Agouta
De agouta (Solenodon paradoxus) is een zoogdier dat is ingedeeld bij de orde insecteneters met een totale lichaamslengte van ongeveer 54 cm en een gewicht van zo'n 800 g. Het dier ziet er uit als een heel grote spitsmuis, met een lange, spitse snuit met veel lange en stijve snorharen, heel kleine ogen en een kale staart. Het is de enige nog soort in het geslacht Solenodon en vormt samen met de almiqui de familie Solenodontidae. Er worden twee ondersoorten onderscheiden. De soort is een van de weinige giftige zoogdieren. Het gif wordt afgegeven via een groef aan de tongkant van de tweede snijtanden van de onderkaak. Deze soort komt uitsluitend voor op het eiland Hispaniola. De agouta is een bedreigde soort, die is opgenomen in bijlage 1 van het Verdrag inzake de internationale handel in bedreigde in het wild levende dier- en plantensoorten (CITES), als gevolg van verlies, fragmentatie en degradatie van leefgebieden, predatie door exotische roofdieren en vervolging door boeren.

## Beschrijving
De agouta is een grote insecteneter die als volgroeide volwassene ongeveer 800 g weegt, met een lichaamsvorm die doet denken aan een grote spitsmuis. De kleur van de vacht kan behoorlijk verschillen maar is tussen het oog en de schouder over het algemeen roestkleurig, met zwart of donkerbruin op bovenkant van de kop en vaak met een witachtige vlek in de nek. Op de rest van het lichaam is de vacht op de rugzijde is schemerig bruin, overgaand van het meest donker nabij de wervelkolom en verkleurend naar bleekgeel aan de zijkanten van het lichaam en de onderkanten van de ledematen. De vacht aan de rugkant bestaat uit overvloedige korte fijne haren en enkele verspreide lange en grove haren met zwarte punten afgewisseld met bleekgele haren. De achterhand is dun behaard. De keel, de bovenborst, de basis van de voorpoten en de onderbuik hebben een diep roestkleur. Vrouwtjes en mannetjes op de voortplantingsorganen na niet te onderscheiden. De lange, kale snuit strekt zich uit tot voorbij de neusbeenderen, met neusgaten die naar de zijkant openen en draagt een dozijn grote snorharen van maximaal 7 cm lang, maar ook kortere, grove haren aan de zijkanten die ook een functie vervullen bij de tast. Er bevinden zich ook nog een tot drie snorharen tussen het oog en de mond en op de middellijn onder de kin ter hoogte van de mondhoek. De oren zijn goed zichtbaar tussen de vacht, blauwgrijs met lichte randen, dun en afgerond. De ogen zijn klein, de oogleden, snuit en poten zijn haarloos, net als de grote, bruine, ratachtige staart. De hoornkleurige klauwen en voorpoten zijn groot en zwaar, aangepast om te graven. Vrouwtjes hebben een enkel paar tepels in de liezen. De penis kan teruggetrokken worden in de buikholte, en daar bevinden zich ook de teelballen. Solenodon paradoxus subsp. paradoxus heeft een gemiddelde lengte van 54 cm (spreiding 48,5-71,5 cm), met een staart tussen 19 en 26 cm, de achterpoot is ongeveer 6,4 cm lang en de oorschelp 2-4 cm. De ondersoort Solenodon paradoxus subsp. woodi is in alle delen wat kleiner dan de typische ondersoort.

### Anatomie
De tandformule van de volwassen agouta is 3.1.3.33.1.3.3 × 2 = 40, dat wil zeggen drie snijtanden, een hoektand, drie valse kiezen en drie ware kiezen in elke helft van de bovenkaak, en diezelfde elementen in de onderkaak. De binnenste twee snijtanden zijn veel groter. De tweede snijtand in de onderkaak heeft een diepe lengtegroef aan de tongkant. De bovenste kiezen hebben een V-vormige kam met de grootste knobbel aan de top van V aan de tongkant van de tand en nog twee andere knobbels. De wervelkolom bestaat uit 7 nekwervels, 16 borstwervels, 4 lendenwervels, 4 heiligbeenwervels en 24 staartwervels, 55 in totaal. De uitsteeksel van de voorste negen borstwervels wijzen scherp naar achteren, nemen in hoogte toe in de eerste drie en vervolgens weer af van de vierde tot de negende borstwervel. De heiligbeenwervels zijn stevig vergroeid. In de staart zijn de uitsteeksels alleen goed ontwikkeld op de eerste drie wervels. Het borstbeen van de agouta bestaat uit zes delen, waarbij het vijfde deel het resultaat is van drie met elkaar vergroeide elementen. Bij volwassen dieren kunnen het scheenbeen en kuitbeen aan de kant van de voet met elkaar vergroeid zijn, maar niet bij onvolgroeide dieren. Bij de almiqui zijn scheen en kuitbeen niet vergroeid. Een uniek bot in de schedel is het zogenoemde os proboscidis dat zich uitstrekt naar voren vanaf de onderrand van de uitwendige neusopening om de slurfachtige snuit te ondersteunen. De jukbeenboog is onvolledig. Bij Solenodon paradoxus subsp. paradoxus is de grootste lengte van de schedel 7,2–9,2 cm. De grootste lengte van het onderkaakbeen is 4,5–5,8 cm. De totale lengte van het dijbeen en het opperarmbeen zijn bij beide tussen 4,1 en 5,1 cm, terwijl de totale lengte van de ellepijp 4,1-5,8 cm is.

### Ontwikkeling
De agouta heeft een lage voortplantingssnelheid. De draagtijd is onbekend, maar wordt geschat op meer dan 84 dagen. Moederlijk bloed circuleert door kanalen in de goed ontwikkelde, complexe placenta die goed geïntegreerd is met de baarmoederwanden en na de geboorte een litteken achter laat. Een worp bestaat uit 1-3 jongen. Pasgeborenen wegen 40-55 g, zijn 15-16,5 cm lang en zijn naakt, donkerroze, en hebben gesloten ogen. Het duurt 14 dagen voordat de baby's volledig bedekt zijn met vacht. Jongeren blijven enkele maanden bij hun moeder en leren blijkbaar foerageervaardigheden. De eerste 2 maanden worden ze door hun moeder vervoerd door zich aan haar tepels vast te bijten. Na 75 dagen drinkt een jong geen melk meer en eet vast voedsel. Dieren in gevangenschap kunnen meer dan 11 jaar oud worden.

### Chromosomen
De agouta heeft 34 paar homologe chromosomen (2n=68). De vrouwtjes hebben waarschijnlijk twee X-chromosomen en de mannetjes een X- en een Y-chromosoom zoals bij vrijwel alle soorten in deze orde.

### Verschillen met de almiqui
De agouta kan worden onderscheiden van de almiqui door de aanwezigheid van een ruimte tussen de derde snijtand en de hoektand, en kleinere ruimtes tussen de tweede en derde snijtand en tussen de hoektand en de voorste valse kies, de afwezigheid van extra knobbels op de hoektand en beide voorste valse kiezen en de aanwezigheid van een ondersteunend botje in de snuit. Bovendien heeft de agouta één borstwervel meer, één heiligbeenwervel minder en één staartwervel minder dan de almiqui. Het borstbeen van de agouta bestaat uit zes delen, waarbij het vijfde deel het resultaat is van drie met elkaar vergroeide elementen. De almiqui heeft een borstbeen dat bestaat uit zeven delen. Volwassen exemplaren van de agouta zijn ongeveer 54 cm lang terwijl de almiqui duidelijk kleiner is, gemiddeld zo'n 44 cm. De almiqui heeft korte en minder robuuste voorklauwen, en zijn vacht is korter, minder dicht en minder wollig, terwijl neus, gezicht en voeten dun behaard zijn. Bij beide soorten is de kop lichter gekleurd dan de de vacht op de rug, maar bij de almiqui is het onderscheid meer uitgesproken en zijn is de kleur van de kop, nek, schouders en keel geelachtig wit en scherp afgegrensd.

## Taxonomie en naamgeving
Johann Friedrich von Brandt beschreef de agouta in 1833 als eerste, en gaf deze de wetenschappelijke naam Solenodon paradoxus. Geen andere wetenschappelijke namen zijn bekend. Het dier wordt gerekend tot de orde Insecteneters (Eulipotyphla), en de familie Solenodontidae. Er worden twee ondersoorten van de agouta onderscheiden, Solenodon paradoxus subsp. paradoxus die voorkomt in de Dominicaanse Republiek ten noorden van de Valle de Neiba en Solenodon paradoxus subsp. woodi ten zuiden daarvan onder meer in de Sierra de Baoruco en deze ondersoort komt ook nog voor in een klein geïsoleerd berggebied in het departement Sud op het schiereiland Tiburon van Haïti. De naam Solenodon komt van de Griekse woorden solenos dat "kanaal" of "pijp" betekent en ὀδόντος (odontos) "tand", een verwijzing naar de diep gegroefde tweede onderste snijtand. De soortnaam is afgeleid van het Griekse woord παράδοξος (paradoxos) wat onverwacht betekent.

### Verwantschap
Tot voor kort bestond het geslacht Solenodon uit drie soorten: S. paradoxus, S. marcanoi en S. arredondoi, maar deze laatste twee soorten zijn sinds de kolonisatie van het Caraïbische gebied door de mens uitgestorven. De almiqui Atopogale cubana is de enige andere soort uit de familie Solenodontidae, en die komt voor op Cuba. Een analyse van 16 genen uit de celkern en 3 genen uit de mitochondriën van de agouta en de almiqui suggereert dat de voorouder van de familie Solenodontidae zich ongeveer 76 miljoen jaar geleden heeft afgesplitst van de voorouder van de egels, mollen en spitsmuizen, en dat is vroeger dan de afsplitsing van de gemeenschappelijke voorouders van de meeste zoogdierordes. Een andere studie die gebruikt maakt van genetische informatie van meer soorten bevestigt dat de Solenodontidae zich als eerste afsplitsten, maar komt met een meer recente datum voor de afsplitsing, namelijk omstreeks 59 miljoen jaar. De voorouder van de Solenodontidae zou zich daarmee ook pas na de vernietigende inslag aan het eind van het Krijt, zo'n 67 miljoen jaar geleden hebben afgesplitst.

## Fysiologie
De agouta en de almiqui zijn de enige bestaande zoogdieren met een gifafgiftesysteem dat de vergrote en gemodificeerde tweede snijtanden in de onderkaak gebruikt met een groef in het binnen oppervlak van de tand. Het kanaal is omgeven door glazuur en een kanaal voert gif uit klieren aan de basis van deze tanden. De ondertongspeekselklieren klieren zijn relatief groot (3-4 g) en hebben twee delen. Een afvoerkanaal loopt van het diepe gedeelte van de klier, naar voren langs de aanhechting van de tong, en mondt uit in de groef aan de basis van de tweede snijtand. Deze klieren bevatten grote cellen met grove korrels en kleine kernen die toxines produceren. Aangenomen wordt dat giftig speeksel wordt opgezogen door capillaire werking van de groeven in de tweede snijtanden en zo in de wonden terechtkomen die de solenodons in hun prooi hebben gebeten. Injecties van 0,38-0,55 mg/g lichaamsgewicht in een ader waren fataal voor huismuizen in 2-6 minuten en 1,0 mg/g lichaamsgewicht in de buikholte had hetzelfde effect in 13 minuten.

## Gedrag
De agouta is een nachtdier, maar men ziet soms individuen zonnebaden in de vroege ochtend, vooral na regen. De dag wordt doorgebracht in grotten, gaten in kalksteenrotsen en holtes in bomen. De dieren komen af en toe tevoorschijn om zich te ontlasten, te plassen of zichzelf te verzorgen. Holen kunnen complexe systemen zijn van nestkamers en tunnels die zijn gebouwd onder kalkstenen rotsblokken, grote bomen of dode stronken, of direct in de grond.

### Groepsrelaties
Een volwassen paar of maximaal zes nauw verwante dieren bewonen vaak samen een en dezelfde holte. Nesten worden gebouwd tijdens het voortplantingsseizoen.

### Communicatie
De agouta gebruikt uitwerpselen en urine voor geurmarkering. De functie van de verschillende klieren in de huid in nog onbekend. Het dier urineert en ontlast gelijktijdig en dekt de ontlasting niet af. Geluiden geproduceerd door de agouta worden vaak geassocieerd met sociaal gedrag. Een enkele, krachtige toon (tjilpen) wordt gemaakt wanneer het dier zichzelf verdedigt, en een lange, hoge piep wordt gehoord tijdens gevechten. Een zachte twee of drie maal herhaalde piep wordt gegeven als het dier nestgenoten tegenkomt. Als het dier vreemde soortgenoten tegenkomt maakt het een zelfde scherp, hoog geluid als wanneer nieuwe gebieden worden verkend. Een langere, herhaalde piep wordt geproduceerd bij opwinding, zoals bij het vinden van voedsel. De agouta lijkt graafgeluiden en kauwgeluiden in verband te brengen met voedsel, wat de ontwikkeling van sociale organisatie mogelijk heeft beïnvloed. Deze soort gebruikt echolocatie voor oriëntatie door klikgeluiden te maken met frequenties van 9–31 kHz en een duur van 0,1–3,6 ms.

### Voortplanting
In gevangenschap zijn vrouwtjes minder dan een dag lang ontvankelijk met tussenpozen van tien dagen, terwijl mannetjes continu in staat zijn om te paren. De paring kan het hele jaar door plaatsvinden, maar bereikt een hoogtepunt tijdens het droge seizoen.

## Ecologie
De agouta voedt zich voornamelijk met geleedpotigen, waaronder giftige soorten zoals schorpioenen, duizendpoten en miljoenpoten, maar eet ook bladafval, regenwormen, landslakken, larven, rijst, fruit, krabben en kleine gewervelde landdieren zoals hagedissen, slangen, kikkers, vogels en hun eieren. In gevangenschap worden muizen bejaagd, gedood en opgegeten. De agouta beweegt met zijwaartse bewegingen, lopend met de hele voet op de grond. De staart wordt recht naar achteren gehouden. Hij graaft met voorpoten in aarde en rotte boomstammen, terwijl hij zijn snuit heen en weer beweegt en in gaten en spleten snuffelt om prooien te lokaliseren. Foerageren komt het meest voor in kleine depressies en ravijnen waar aarde en strooisel zich ophopen. Bovengrondse activiteit lijkt af te nemen van december tot maart (droge seizoen), mogelijk omdat minder ongewervelde prooidieren kunnen worden gevonden. De soort vangt slachtoffers door snel zijn voorpoten aan weerszijden van de prooi uit te strekken, terwijl hij zijn kop naar voren schuift en de prooi met zijn mond overspoelt. Bij het vangen van grote prooien zoals muizen in gevangenschap, gebruikt het dier zijn voorpoten om het karkas in kleine stukjes te scheuren. Inheemse vijanden van de agouta zijn onder meer de boa-soort Chilabothrus striatus, de grote ransuil en de kerkuil. Maar geïntroduceerde carnivoren, met name honden, maar ook katten en de Indische mangoeste hebben waarschijnlijk een groter nadelige effect op de populaties van de agouta.

## Verspreiding, populatieomvang en bescherming

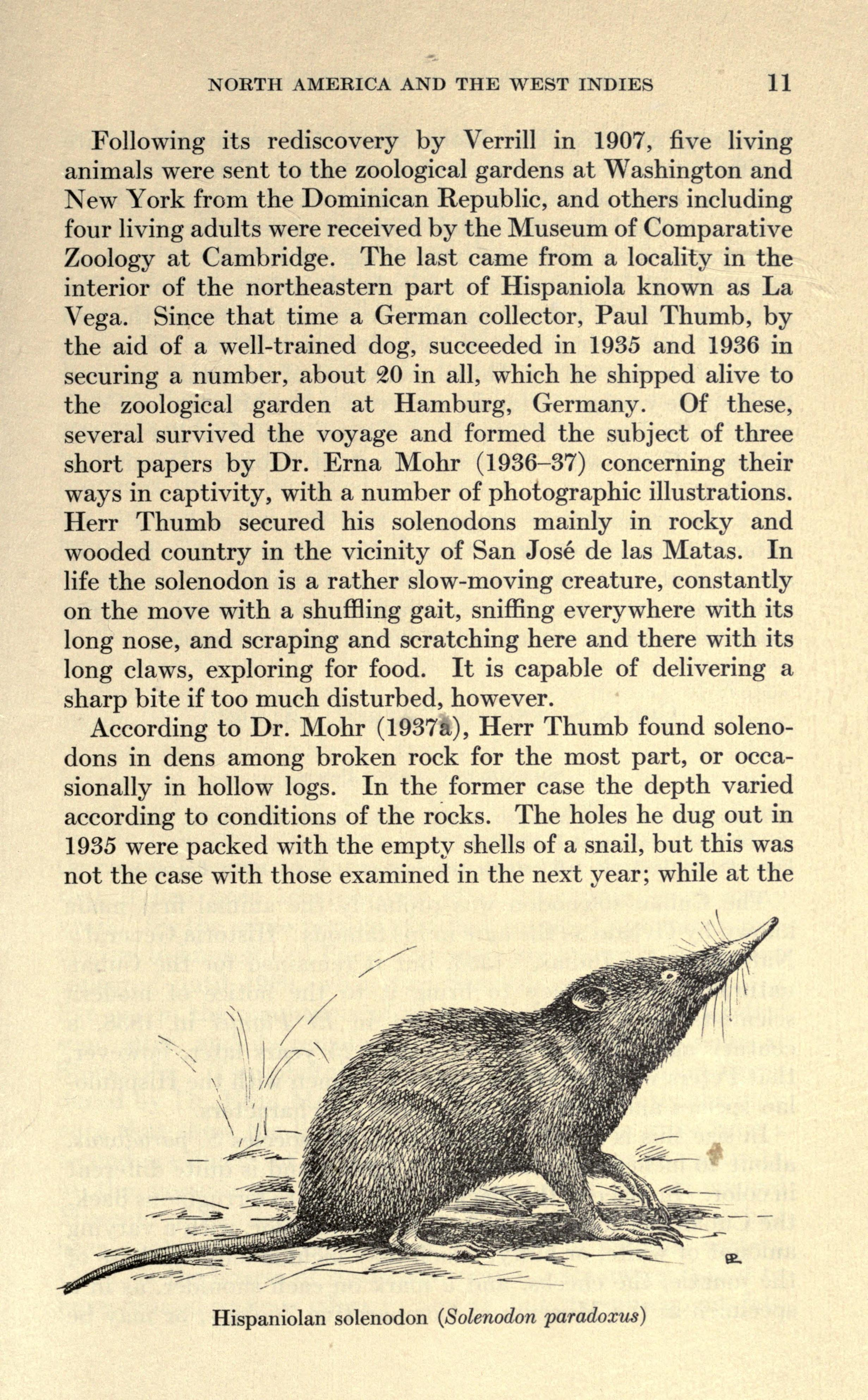
Pagina uit Extinct and vanishing mammals of the western hemisphere, with the marine species of all the oceans, door Grover M. Allen uit 1942

De agouta komt uitsluitend voor op het eiland Hispaniola en is nu waarschijnlijk beperkt tot de Dominicaanse Republiek en het zuiden van Haïti. Binnen het biosfeerreservaat van Macaya in de regio Massif de la Hotte van het schiereiland Tiburon in Haïti, komt deze soort het meest voor in matig droog bos op een hoogte van 500–1000 m ten oosten van Pic Macaya. In de Dominicaanse Republiek komt de soort onder andere voor in een nat, subtropisch gebied tussen San Jose de las Matas en Jarabacoa, maar kwam in de 20e eeuw op meer dan 50 locaties voor in de Dominicaanse Republiek. De ondersoorten komen niet samen in hetzelfde gebied voor. De typische ondersoort wordt gevonden in de Dominicaanse Republiek ten noorden van de Valle de Neiba. Solenodon paradoxus subsp. woodi komt voor in het zuiden van Hispaniola, in de Dominicaanse Republiek onder meer in de Sierra de Baoruco, en in Haïti op het schiereiland Tiburon in het Departement du Sud en het Departement de l'Ouest. De agouta is te vinden van zeeniveau tot 2.000 m, maar de meeste waarnemingen zijn van onder 1.000 m. De agouta wordt meestal geassocieerd met oude, ongestoorde vochtige en natte loofbossen op middelhoge hoogte, hoewel de soort is gemeld op lagere hoogten en in meer door mensen aangetaste habitats. In de Dominicaanse Republiek komt het dier zowel voor in droge als natte bossoorten, wat kan wijzen op een bredere historische verspreiding op het eiland. De soort komt voor op kalksteenrots en dunne, fijn gestructureerde, matig doorlatende grond op hellingen.
Het wordt steeds waarschijnlijker dat deze soort uit zal sterven, onder meer door de versnippering van leefgebieden over het hele verspreidingsgebied, zodat subpopulaties genetisch sterk geïsoleerd raken. De agouta wordt al lange tijd als zeer bedreigd beschouwd en werd voor het eerst vermeld als "bedreigd" op de Rode Lijst van bedreigde diersoorten van de Internationale Unie voor het behoud van de natuur en natuurlijke hulpbronnen in 1986 vanwege een afnemende populatie en krimpende verspreiding. Habitatfragmentatie en -degradatie en beperking van het verspreidingsgebied zijn sindsdien voortgezet. Het verspreidingsgebied van de agouta is minder dan 500 km2 en het aandeel geslachtsrijpe individuen in de populatie neemt af. De soort wordt gezien als heel belangrijk voor het behoud van zoogdieren in mondiaal perspectief, deels omdat de familie Solenodontidae als een van de eerste is afgesplitst van andere placentadieren. In Haïti komt de agouta alleen voor in één enkele geïsoleerde populatie in een gebied van minder dan 100 km2 en moet daar als "ernstig bedreigd" worden beschouwd. Naast verlies en versnippering van leefgebied wordt de soort actief bestreden door boeren en bejaagd door uitheemse roofdieren, waarbij vrij rondlopende dorpshonden vermoedelijk de belangrijkste doodsoorzaak vormen. In 1983 werd een nationaal park van 5.500 hectare aangelegd in de regio Massif de la Hotte in het zuidwesten van Haïti om de laatste resterende populatie van het land te beschermen. In de Dominicaanse Republiek overleven populaties in beschermde gebieden zoals Sierra de Bahoruco National Park en Jaragua National Park, maar bufferzones en corridors tussen deze parken en over de grens met Haïti kunnen nodig zijn. Grote gebieden met beschermde leefgebieden vrij van menselijke nederzettingen en uitheemse roofdieren kunnen nodig zijn om deze soort uiteindelijk te kunnen behouden. Het is van groot belang voor het succes van instandhoudingsplannen lokale gemeenschappen te betrekken. Agouta's worden in beide landen op veel meer plaatsen waargenomen dan een ander met uitsterven bedreigd inheems zoogdier, de zagoeti van Cuvier (Plagiodontia aedium), wat erop wijst dat populaties van Agouta's beter bestand zijn tegen aantasting van hun leefgebied.
Almiqui (Atopogale cubana) · Agouta (Solenodon paradoxus)